# John Teller
Pour les articles homonymes, voir Teller.
John Teller, né le 9 mars 1983 est un skieur acrobatique américain spécialiste du skicross. Il a connu ses premiers succès après 2010 avec cinq podiums en Coupe du monde, les Winter X Games 2011 et une médaille de bronze aux Championnats du monde 2013.

## Palmarès

### Jeux olympiques
- Sotchi 2014 : 28e en skicross.

### Championnats du monde
| Édition/Discipline         | skicross |
| Mondiaux 2011 (Park City ) | 5e       |
| Mondiaux 2013 (Oslo )      | Bronze   |

### Coupe du monde
- Meilleur classement général : 16e en 2011.
- Meilleur classement en skicross : 4e en 2011.
- 5 podiums en skicross dont 2 victoires.

#### Détails des victoires
| Édition / Épreuve | Skicross            |
| 2011              | St. Johann in Tirol |
| 2013              | Megève              |